# Takuma Edamura
Takuma Edamura (枝村 匠馬, Edamura Takuma) est un footballeur japonais né le 16 novembre 1986. Il évolue au poste de milieu de terrain.

## Palmarès
- Finaliste de la Coupe du Japon en 2005 et 2010 avec le Shimizu S-Pulse
- Finaliste de la Coupe de la Ligue japonaise en 2008 avec le Shimizu S-Pulse